# Otto Mayer (Beamter)
Otto Mayer (* 17. November 1890 in Straßburg; † 3. August 1971) war ein deutscher Ministerialbeamter.

## Werdegang
Mayer wurde am 17. November 1890 in Straßburg geboren und evangelisch getauft. Er besaß die badische sowie die elsass-lothringische Staatsangehörigkeit. Er besuchte das protestantische Gymnasium zu Straßburg und erlangte am 30. Juli 1909 das Reifezeugnis. Ab November 1909 studierte er für zwei Semester Rechtswissenschaften an der Universität Straßburg, ging dann für zwei Semester an die Universität München und kehrte für weitere sechs Semester wieder nach Straßburg zurück. Am 9. August 1915 erfolgte die Ernennung zum Referendar. Mit der Arbeit Ein rechtlicher Vergleich zwischen Giro- und Scheckverkehr promovierte er 1916 an der hohen Rechts- und Staatswissenschaftlichen Fakultät der Kaiser-Wilhelms-Universität Straßburg bei Hermann Rehm.
Er trat in die Verwaltung des Reichslandes Elsaß-Lothringen ein. Später war er in verschiedenen Ämtern des Landes Baden tätig. Nach Bildung des Landes Baden-Württemberg wurde er 1952 in das Staatsministerium Baden-Württemberg versetzt und war dort Kanzleidirektor und Leiter der Personalabteilung. 1956 trat er in den Ruhestand.

## Ehrungen
- 1951: Verdienstkreuz (Steckkreuz) der Bundesrepublik Deutschland[1]